# Abel Tasman (schip, 1971)
De Abel Tasman was een containerschip van Nedlloyd dat in 1971 gebouwd werd door Van der Giessen-de Noord. Het schip werd opgeleverd met drie STAL-LAVAL stoomturbines van opgeteld 32.450 pk die het een vaart gaven van zo'n 21 knopen, terwijl het 1652 TEU kon vervoeren. Het was het eerste Nederlandse containerschip en van hetzelfde ontwerp als de Sydney Express van Hapag-Lloyd en de Lloydiana van Lloyd Triestino.
Het was in 1968 besteld door de Vereenigde Nederlandsche Scheepvaartmaatschappij dat ten tijde van de oplevering Nedlloyd was geworden. De tewaterlating mislukte op 19 en 22 augustus 1970. Het schip was door het vet gezakt, waardoor het op de helling bleef staan. Daarop werd het schip met hydraulische vijzels 6 mm opgetild en werd de baan van een nieuwe laag vet voorzien. Op 17 september 1970 werd het schip alsnog tewatergelaten. Het werd ingezet op de in 1970 opgerichte Australia Europe Container Service (AECS).
In 1981-82 werd het vercharterd aan Overseas Containers en kreeg het tijdelijk de naam Mounts Bay. Met de drie stoomturbines was het brandstofverbruik hoog, wat door de hoge olieprijs na de oliecrisis van 1973 en de oliecrisis van 1979 steeds minder rendabel werd. Ombouw werd overwogen, maar uiteindelijk werd besloten het schip te slopen. In 1986 arriveerde het schip daartoe in Kaohsiung.